# ワルシャワ条約機構

加盟国(設立時)

ワルシャワ条約機構（ワルシャワじょうやくきこう、露: Организации Варшавского договора / Варшавский договор, 波: Układ o Przyjaźni, Współpracy i Pomocy Wzajemnej / Układ Warszawski, 英: Warsaw Treaty Organization / Warsaw Pact Organization）は、冷戦期の1955年、ワルシャワ条約に基づき、ソビエト社会主義共和国連邦を盟主とした東ヨーロッパ諸国が結成した軍事同盟。ポーランド人民共和国の首都ワルシャワで設立されたため、「ワルシャワ」の名を冠しているが、本部はモスクワにあった。正式名称は、「友好協力相互援助条約機構」（ロシア語: Договор о дружбе, сотрудничестве и взаимной помощи）。

## 概説
西ドイツの再軍備および北大西洋条約を批准して北大西洋条約機構（NATO）に加入した事態に対抗して作られた。
ロシア語での略称はОВДまたはВДと表す。英語での略称はWTOまたはWPO、WarPac。なお、ワルシャワ条約機構の解散後に創設された同じ略称の世界貿易機関（WTO）と混同されやすいためにTreatyではなくPactを用いたWPOの略称が多く使われる。
この同盟の第一の目的はNATOへの対抗であった。この当時、アメリカ合衆国とソ連の間では核開発競争が盛んであった。核ミサイルを、アメリカはトルコに、ソ連はキューバに設置し、その照準を互いの国土に向けていた。こうした緊張によってキューバ危機（Cuban missile crisis）なども勃発した。当時のソ連はアメリカを脅威と見なしており、アメリカが西欧諸国に軍事的な支援を行うことに強く反発した。よって同じ力を保つためにワルシャワ条約機構を作り上げた。集団的自衛権の行使を理由にハンガリー動乱やプラハの春に軍事介入するなどソ連の制限主権論を実行する役割を担った。民主化運動を牽制する目的もあったとされるソ連史上最大の軍事演習だったザーパド81にも参加した。
なお、NATOでは加盟国間での弾薬に互換性を持たせ、軍事活動を円滑化させる目的で弾薬の共通規格化（いわゆるNATO弾の制定）が行われたが、ワルシャワ条約機構では共通規格の制定は行われなかったものの、ソ連製の銃器や弾薬とそのライセンス生産品（改良点のある派生型も含めて）がデファクトスタンダードとなっていた。しかし法規的な制定がないため、チェコスロバキア製のVz 61のような、NATO加盟国製の銃器で使用されている弾薬を用いたものも公式に採用されていた。
1989年の冷戦終結に伴い東欧革命が始まり、1991年2月25日に軍事機構を廃止、7月1日に正式解散、12月26日にはソ連が崩壊した。

## 名称
ワルシャワ条約機構
Организация Варшавского договора (ロシア語)
Pakti i Varshavës (アルバニア語)

Վարշավայի պայմանագրի կազմակերպություն (アルメニア語)
Varşava Müqaviləsi Təşkilatı (アゼルバイジャン語)

Варшаўскі дагавор (ベラルーシ語)

Варшавски договор (ブルガリア語)

Varšavská Smlouva (チェコ語)

ვარშავის პაქტი (ジョージア語)

Warschauer Pakt (ドイツ語)

Varssavi Lepingu Organisatsioon
 (エストニア語)

Varsói Szerződés (ハンガリー語)
Варшава келісімі ұйымы (カザフ語)
바르샤바 조약 기구 (韓国語)

Варшавa келишими уюму (キルギス語)

Varšuvos sutarties organizacija (リトアニア語)

Varšavas Pakts (ラトビア語)
Варшавын гэрээ (モンゴル語)

Układ Warszawski (ポーランド語)

Pactul de la Varșovia (ルーマニア語)

Organizácia Varšavskej zmluvy (スロバキア語)
Шартномаи Варшава (タジク語)
Warşawa şertnamasy (トルクメン語)

Варшавський пакт (ウクライナ語)
Varshava shartnomasi tashkiloti (ウズベク語)

## 加盟国

青 : 北大西洋条約機構加盟国
赤 : ワルシャワ条約機構加盟国

### 一覧
- ソビエト社会主義共和国連邦
- ブルガリア人民共和国
- ルーマニア社会主義共和国
- ドイツ民主共和国（東ドイツ）(1990年9月24日脱退)
- ハンガリー人民共和国
- ポーランド人民共和国
- チェコスロバキア社会主義共和国
- アルバニア人民共和国（1968年9月13日脱退）
- モンゴル人民共和国（オブザーバー）
- 朝鮮民主主義人民共和国（オブザーバー）

### 備考
- 地理的に近いユーゴスラビアは、第二次大戦中ほかの東欧諸国と異なりソ連による支援は限定的なものにとどまり、自力でドイツに抵抗して解放を成し遂げた。1953年にはギリシャやトルコとの間で軍事協定バルカン三国同盟（英語版）を結んで事実上NATOの間接的な同盟国となっており、ワルシャワ条約機構には加盟しなかった（チトー主義）。
- アルバニアは中ソ対立の際に中国寄りの姿勢をとり、1962年事実上脱退。1968年、ワルシャワ条約機構軍のチェコスロバキア侵攻に抗議して正式に脱退した。
- 東ドイツは1956年3月1日に加盟、1990年10月3日のドイツ再統一（より厳密には東ドイツの連邦加盟、事実上は西ドイツによる東ドイツ編入）に伴い、旧東ドイツ区域もNATOの適用領域になる。
- 旧ソ連以外の旧加盟国は、2009年までにすべてNATOに加盟した。ソ連構成共和国のうちバルト三国も2004年にNATOに加盟している。また、2007年までに旧ソ連とアルバニアを除く旧加盟国が欧州連合（EU）に加盟した。ソ連構成共和国のうちバルト三国も2004年にEUに加盟している。